# Hospice Barbieux
L’hospice Barbieux est un monument situé à Roubaix, dans le département du Nord.

## Histoire
L'hospice Barbieux est un ouvrage réalisé par l'architecte local Louis Barbotin.
Ce bâtiment fait l'objet d’un inscription au titre des monuments historiques depuis le 12 août 1998,<ref.
En 2023, le Groupe François 1er, spécialiste de la réhabilitation de bâtiments classés, restaure l'aile Lacordaire pour y créer des appartements adaptés aux seniors. Au début du XXe siècle déjà, le pavillon des Vieux Ménages (rebaptisé Clos-Fleuri) a été entrepris par Albert Bouvy dans le prolongement de l'aile des cuisines pour 50 couples retraités, en exécution d'un legs de l'édile Julien Lagache, trente à quarante ans auparavant.

## Localisation
Il est situé aux 30-35, rue de Barbieux à Roubaix.